# 吉田インターチェンジ
吉田インターチェンジ（よしだインターチェンジ）は、静岡県榛原郡吉田町神戸と島田市井口にまたがる東名高速道路上にあるインターチェンジ(IC)。
高速バスの吉田バスストップ(BS)を併設している。また、近くにはしずてつジャストラインの設置する「吉田インター入口」バス停がある。

## 概要
島田市や牧之原市街への最寄りインターチェンジであり、焼津市南部（旧大井川町域）にアクセスする場合もこのインターを利用する。
相良牧之原ICが開設される以前は、御前崎方面へ向かう行楽客で休日の渋滞が激しかった。
静岡空港の開港により、出口標識に空港の案内が増設された。

## 道路
- E1 東名高速道路（13番）

## 接続する道路
- 静岡県道34号島田吉田線
  - 国道150号

## 歴史
- 1969年2月1日 : 静岡IC - 岡崎IC開通に伴い開設。

## 料金所
- ブース数 : 7

### 入口
- ブース数 : 3
  - ETC専用 : 1
  - ETC/一般 : 1
  - 一般 : 1

### 出口
- ブース数 : 4
  - ETC専用 : 2
  - 一般 : 2

## 周辺
周辺には工場や運送会社が数多く点在している。近年は空港アクセス道路や大井川新橋の開通に伴う再開発によって、貨物輸送に限らず生活に便利な立地条件としても恵まれるようになった。
- 吉田町
  - 小山城
  - 大井川
  - 吉田町役場
- 牧之原市
  - 牧之原市役所
  - 静波海岸
  - 静岡空港

## 隣
E1 東名高速道路
(12)焼津IC - (12-1)大井川焼津藤枝SIC - (13)吉田IC - 牧之原SA - (13-1)相良牧之原IC

## 吉田バスストップ
- 吉田インターチェンジに併設されたバス停留所である。旅客案内上では東名吉田（とうめいよしだ）と呼ばれる。
- 東名ハイウェイバスの全便とドリーム静岡・浜松号・京阪神ドリーム静岡号・京阪神昼特急静岡号が停車する。
- 近隣に鉄道駅がないため、東名高速道路のバスストップの中では比較的利用客が多い。

### 歴史
- 1969年6月10日開設

### 隣接のバス停等

#### 至近のIC・BSなど
- 牧之原SA/牧の原BS - 吉田IC/BS - 大井川BS

#### 停車するBS
カッコ内の停留所とは利用できない（クローズドドアシステムを採用）。
- 東名ハイウェイバス（急行便・特急便）
  - 牧の原BS - 吉田BS - 大井川BS
- 東名ハイウェイバス（超特急便＜スーパーライナー＞）
  - 掛川BS - 吉田BS - 焼津西BS
- 京阪神ドリーム静岡号（京都駅烏丸口以遠のみ利用可）
  - （菊川BS） - 吉田BS - （焼津西BS）
- 京阪神昼特急静岡号（京都深草以遠のみ利用可）
  - （菊川BS） - 吉田BS - （焼津西BS）
- ドリーム静岡・浜松号（横浜駅 (YCAT) 以遠のみ利用可）
  - （菊川BS） - 吉田BS - （静岡駅）
- 大阪・京都-静岡・清水線（しずてつは京都大阪ライナー）
  - （東名大井川） - 東名吉田 - 京都深草

### 乗り換え
- しずてつジャストライン - 「吉田インター入口」バス停
  - 特急静岡相良線
    - 相良営業所 - 静波海岸入口 - 吉田高校前 - 吉田インター入口 - 東名大井川 - 東名焼津西 - 静岡インター入口 - 静岡駅 - 新静岡

  - 島田静波線
    - 静波海岸入口 - 住吉 - 片岡北吉田支援学校前 - 吉田インター入口 - 島田駅 - 島田市民病院
- しずてつジャストライン - 「井口堺」バス停
  - しずてつジャストライン富士山静岡空港静岡線
    - 富士山静岡空港 - 井口堺 - 東名大井川 - 東名焼津西 - 静岡インター入口 - 静岡駅 - 新静岡

※「吉田インター入口」バス停は経由せず、直接高速へ乗り入れる形をとる(ただし朝に空港へ向けて始発する2本を除く)。

### 距離
- 東京駅から201.4km